# Champagnat (Saona e Loira)
Champagnat è un comune francese di 505 abitanti situato nel dipartimento della Saona e Loira nella regione della Borgogna-Franca Contea.

## Società

### Evoluzione demografica
Abitanti censiti